# 고프레도 페트라시

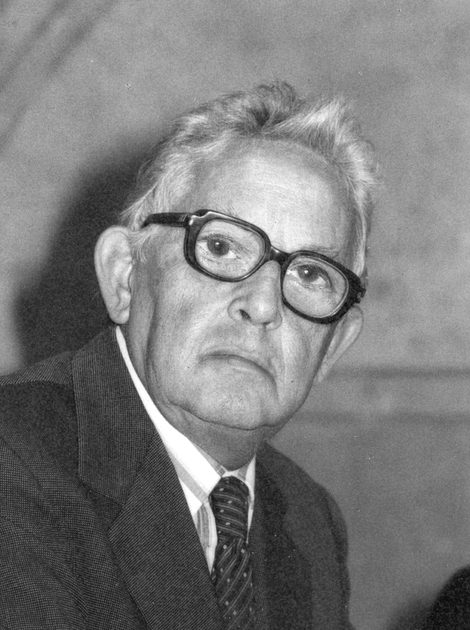

고프레도 페트라시(Goffredo Petrassi, 1904년 - 2003년)는 이탈리아의 작곡가, 지휘자, 교수이다. 20세기에 가장 큰 영향을 끼친 이탈리아 작곡가 중 하나로 꼽힌다.

## 삶
로마 근교의 자라골로에서 태어났다. 15세에 가족을 경제적으로 돕기위해 음악가게에서 일하면서 음악에 관심을 갖게 되었다. 1928년 산타 체칠리아 음악원에 입학하여 오르간과 작곡을 배웠다. 1934년 지휘자 알프레도 카젤라가 페트라시의 '오케스트라를 위한 파르티타'를 암스테르담의 ISCM 페스티발에서 지휘하였다.
1959년부터 산타 체칠리아 음악원에서 교수직을 맡았다. 제자로는 엔니오 모리코네가 있다.